# Sinp'o
Sinp'o é uma cidade portuária da Coreia do Norte na costa do Mar do Japão (Mar Leste da Coréia). Estima-se que tenha 152 759 habitantes (2008), com uma densidade demográfica de 3 552,5 hab./km².